# 舒霍夫塔

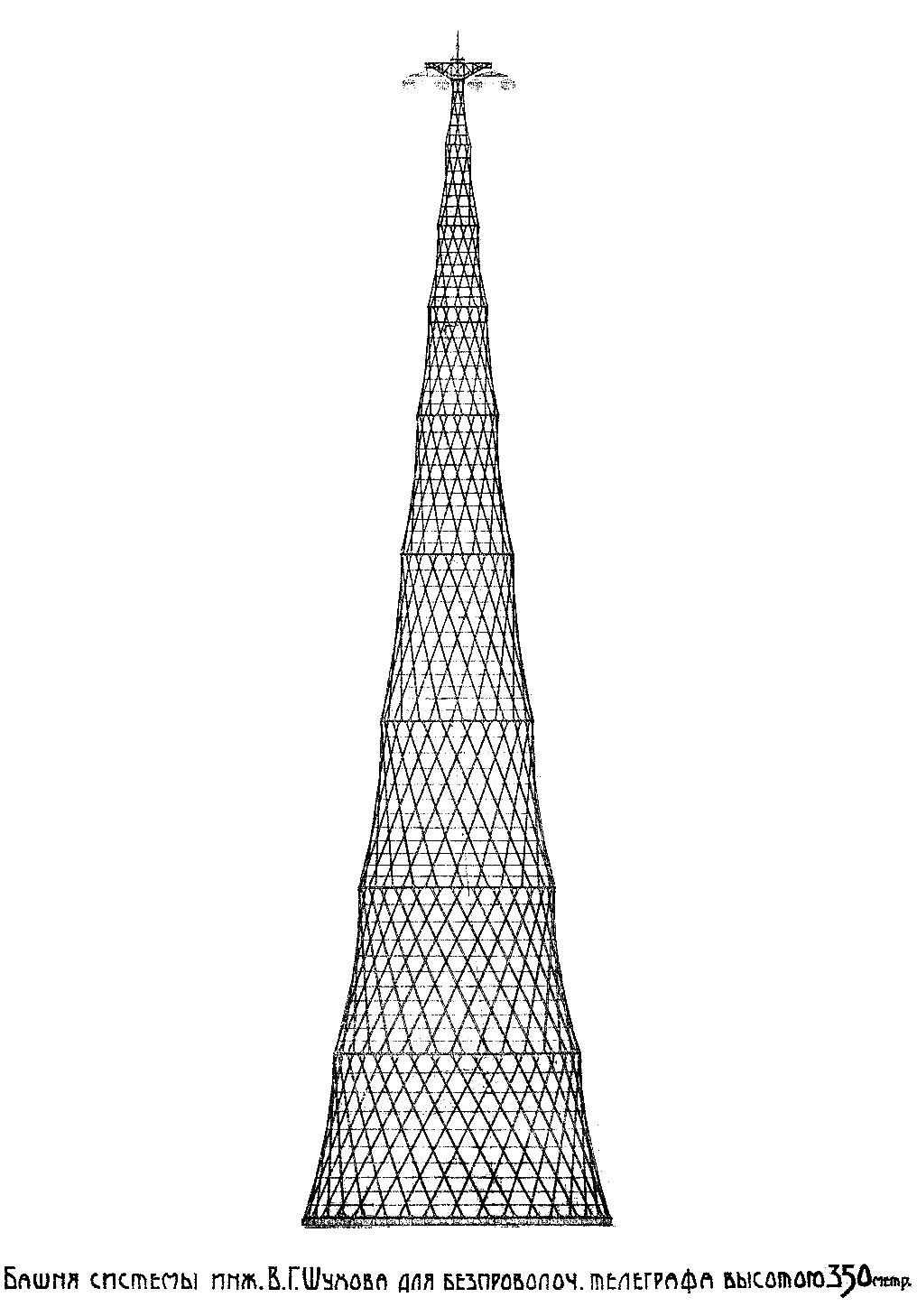
1919年，舒霍夫塔项目，350米。

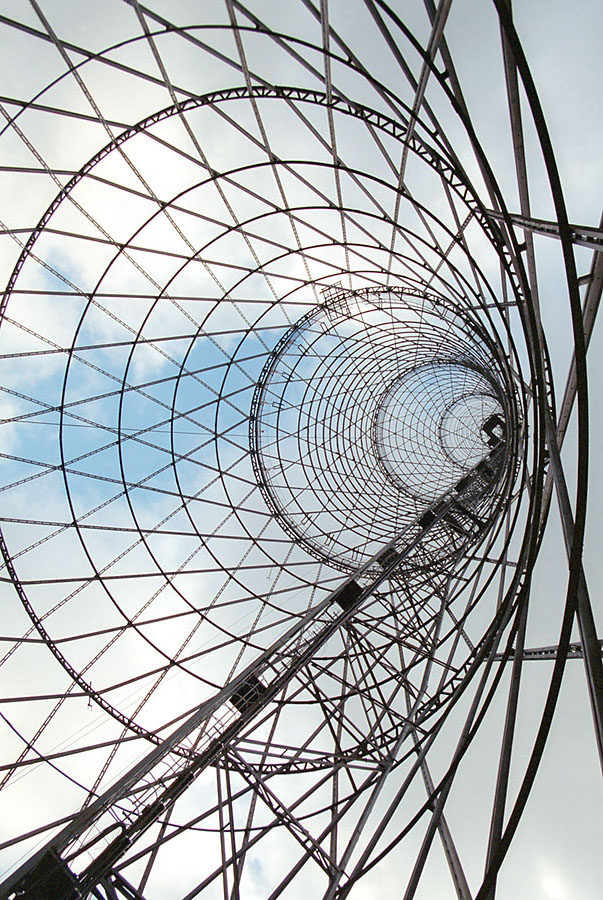
莫斯科的舒霍夫塔下。目前，这座塔正处于被拆除的威胁之中，它在联合国教科文组织的“濒危建筑”名单上位列榜首，国际社会上正在开展一场针对舒霍夫塔的“保命”运动。

舒霍夫塔（俄语：Шуховская башня），也称舒霍夫广播电视塔（俄语：Шаболовская башня）是一个位于莫斯科的广播塔。这座160米高的独立式钢结构建筑，是由结构主义建筑师弗拉基米尔·舒霍夫在1922年为纪念1917年十月革命而设计并建造的。

## 结构
舒霍夫塔是一个双曲面钢格结构建筑，由一连串的双曲面钢材连接在一起，形成了一个近似圆锥形的整体。该塔有一个斜交网格结构，这样能使其塔身承受最小的风荷载，这对高层建筑来说是一个十分重要的设计因素。塔身部分为由直梁旋转而组成的单腔双曲面形状，其顶端呈圆柱形。
最初的计划是建造一座350米高的塔。由于在俄罗斯重新建设期间，俄罗斯的钢材供应短缺，塔高被迫降低到160米。

## 位置
舒霍夫塔位于莫斯科的克里姆林宫以南几公里处，但游客无法前往游览。塔的正式街道地址是“沙巴夫卡大街37号”。

## 舒霍夫塔的“保命”运动
2014年初，尽管公众呼吁重新修复舒霍夫塔，但俄罗斯国家电视和无线电广播委员会仍然通过决议决定将其拆除。在决议通过后，世界遗产基金发起了一场呼吁保护舒霍夫塔的国际运动，最终莫斯科市议会于2014年9月宣布对舒霍夫塔实施保护令，以保护该塔。但截至目前，针对舒霍夫塔的修复计划还未出台及实施。

## 模型
在伦敦科学博物馆的信息时代画廊里有一个舒霍夫塔1：30的模型。

## 画廊

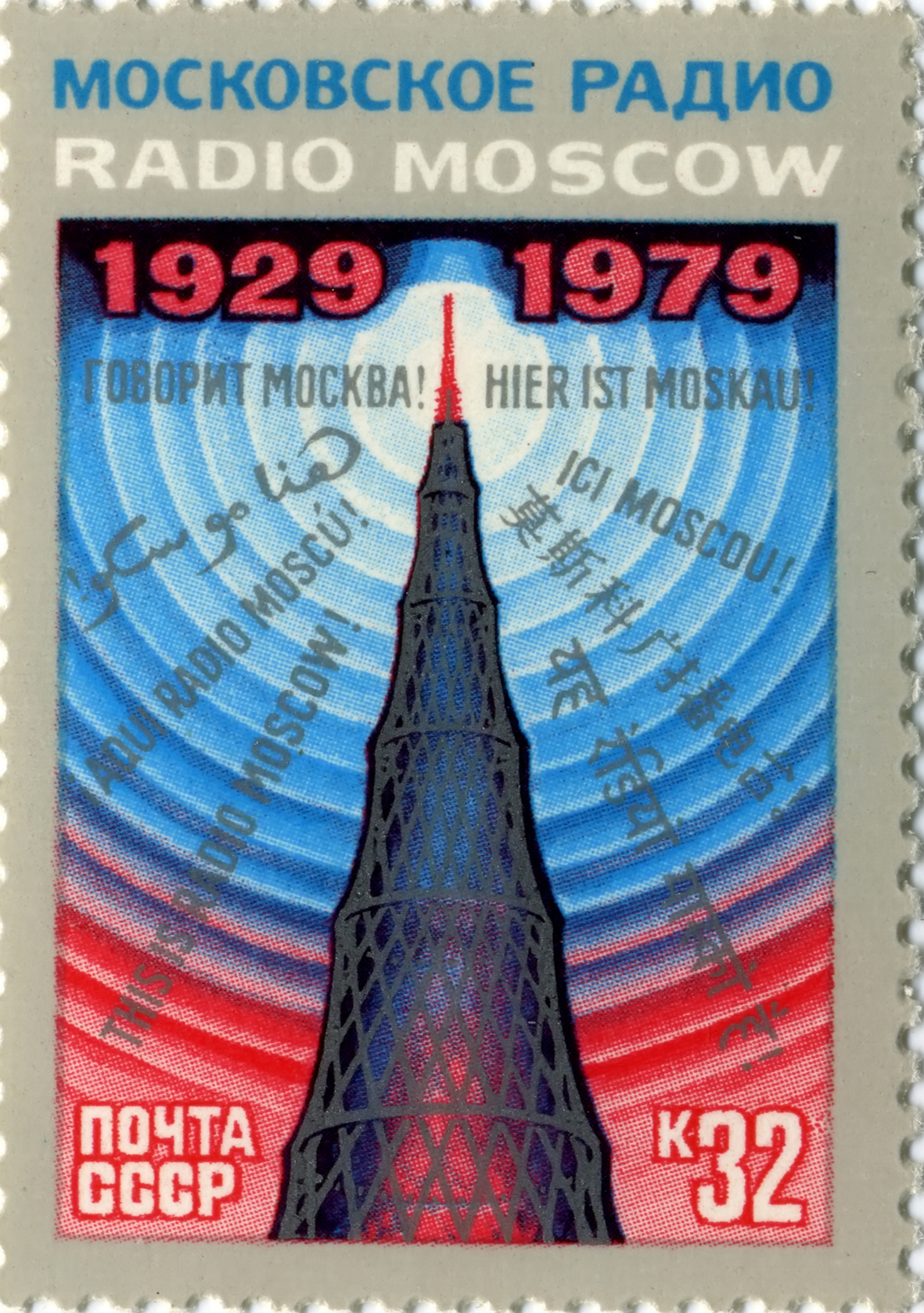
1979年
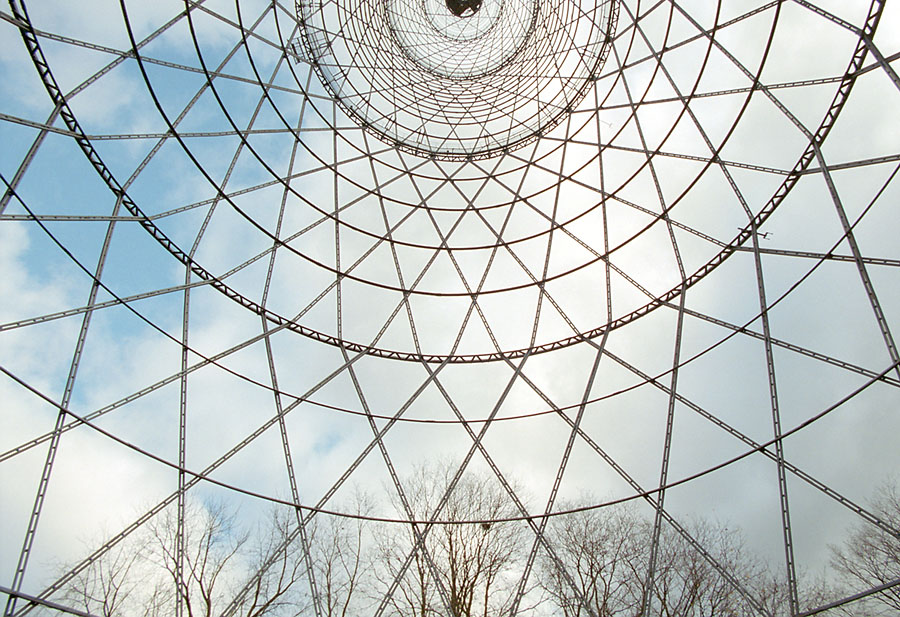
2006年
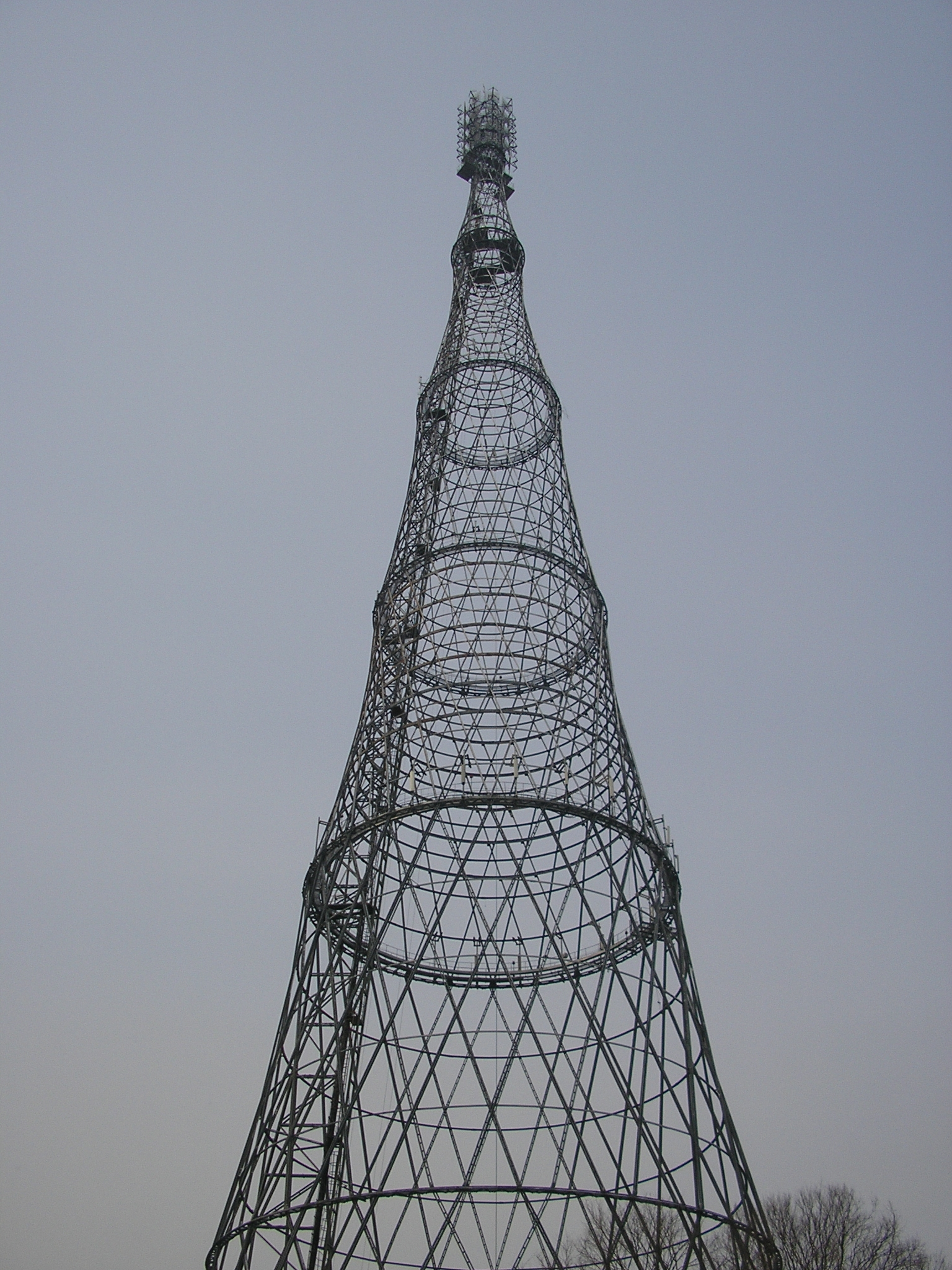
2006年
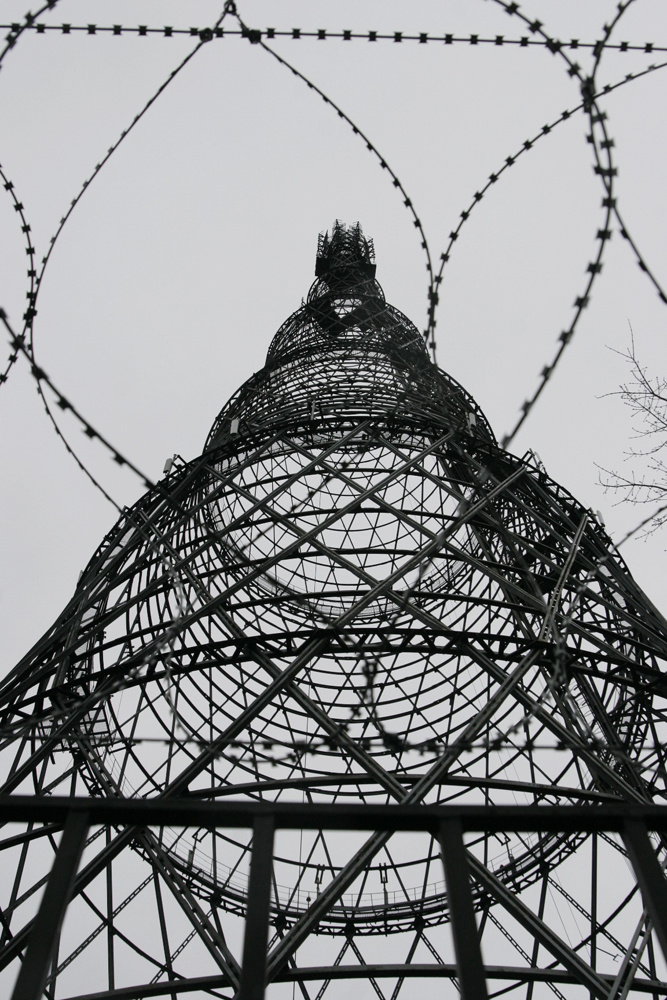
2007年
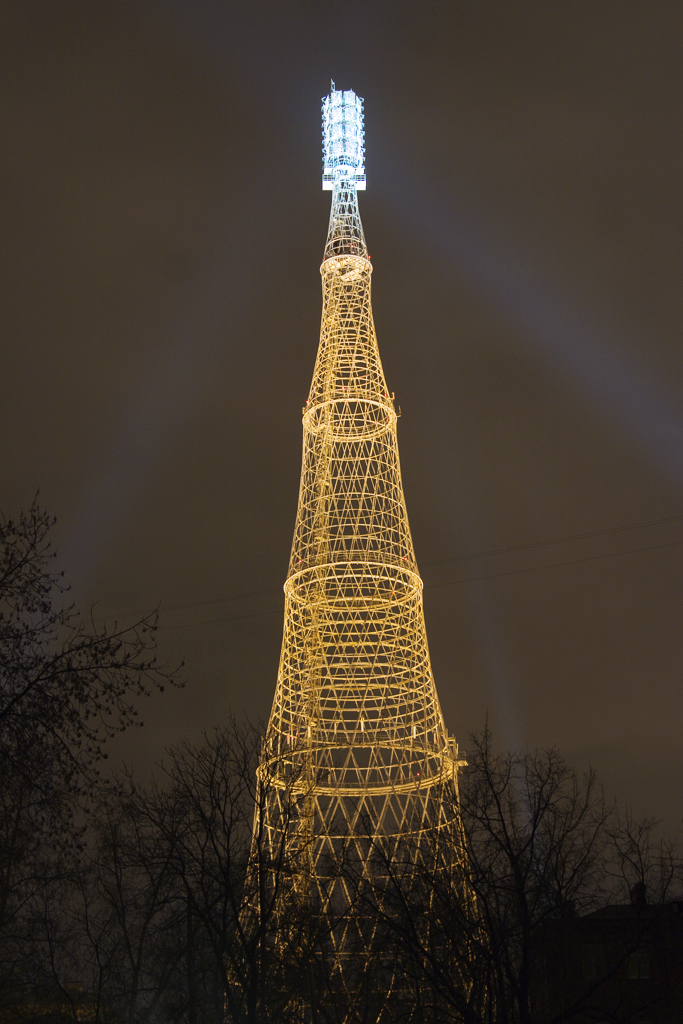
2007年
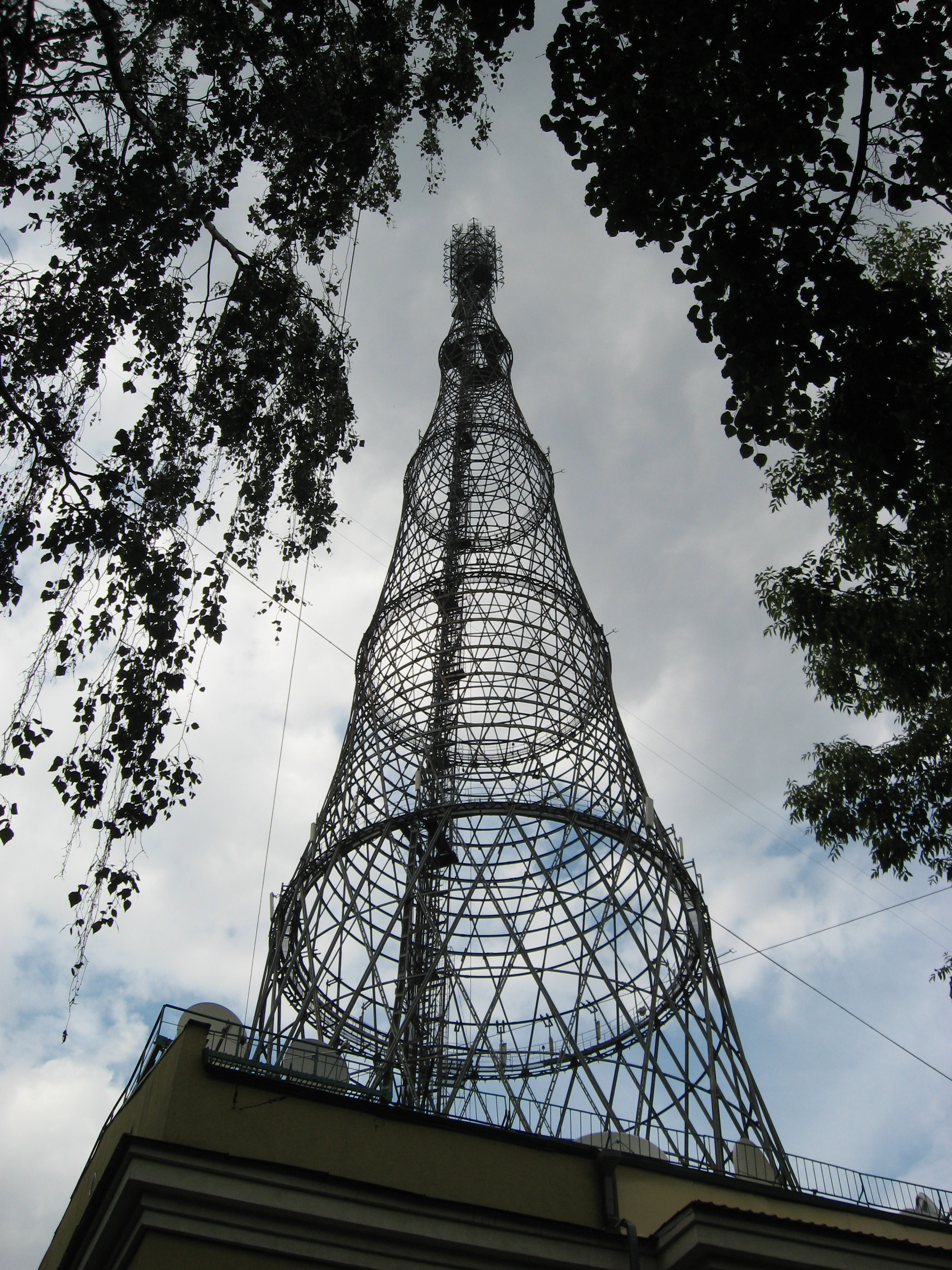
2008年
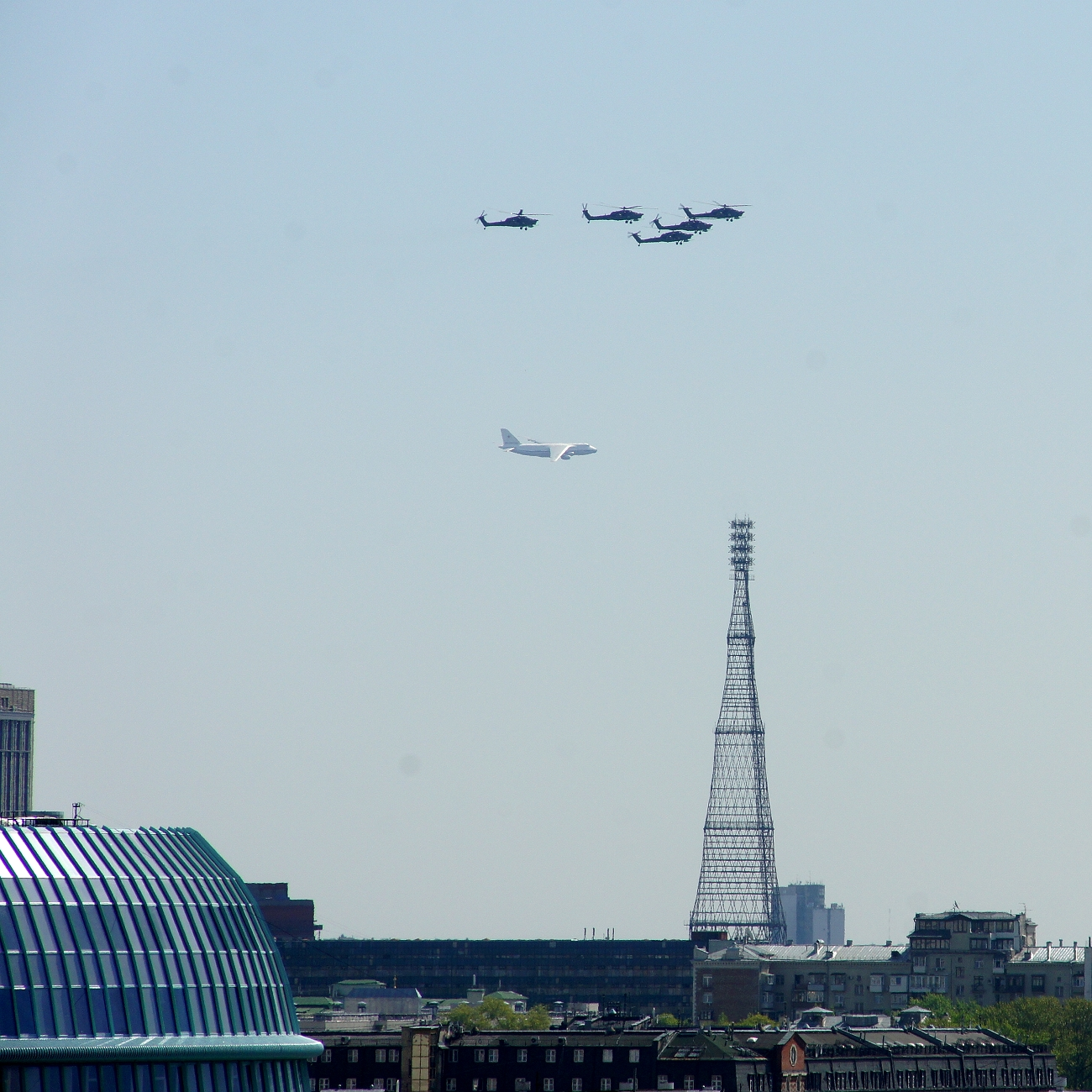
2015年
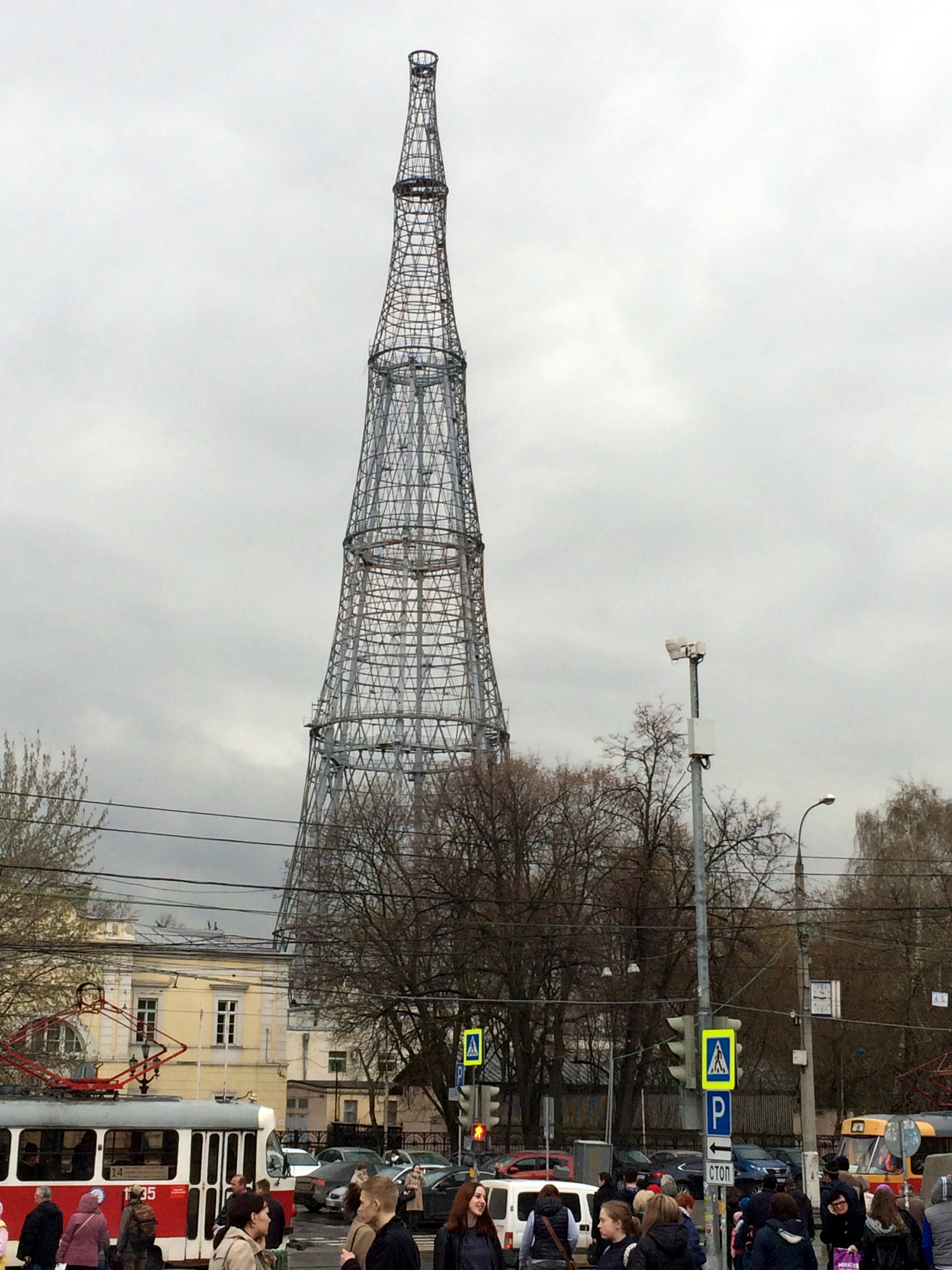
2016年